# Mamadi Sangare
Mamadi Sangare, ukr. Мамаді Сангаре (ur. 4 grudnia 1982 w Kamsarze) – ukraiński piłkarz pochodzenia gwinejskiego, grający na pozycji obrońcy.

## Kariera piłkarska

### Kariera klubowa
Po ukończeniu liceum przeniósł się do stolicy Konakry, gdzie w 2000 rozpoczął karierę piłkarską w miejscowym klubie AS Kaloum Star Konakry. Po pół roku, 22 stycznia 2001 razem z dwoma innymi piłkarzami z Gwinei został zaproszony przez skautów CSKA Kijów na testy do Ukrainy, ale tylko Sangare potrafił dostosować się do nowych warunków klimatycznych i podpisał kontrakt z ukraińskim klubem. 9 kwietnia 2001 debiutował w drugiej drużynie CSKA. Bronił barw wojskowej drużyny do końca 2005 roku. W 2005 ożenił się z Ukrainką a następnie zmienił obywatelstwo na ukraińskie. Wiosną 2006 występował w amatorskim zespole Hrań Buzowa, a już latem 2006 przeniósł się do mołdawskiego klubu Nistru Otaci. W marcu 2008 jako wolny agent przeszedł do Desny Czernihów. W marcu następnego roku podpisał kontrakt z FK Atyrau. W lutym 2010 został piłkarzem Tawrii Symferopol, ale nie rozegrał żadnego meczu i latem otrzymał status wolnego agenta. Następne pół roku spędził w FK Lwów, a w lutym 2011 ponownie wyjechał do Kazachstanu, gdzie do końca roku bronił barw Okżetpes Kokczetaw. Na początku kwietnia 2012 podpisał kontrakt z Podilla Chmielnicki.

### Sukcesy
- brązowy medalista Mistrzostw Mołdawii: 2007
- zdobywca Pucharu Kazachstanu: 2009